# آرکید، شهرستان یولو، کالیفرنیا
آرکید (به انگلیسی: Arcade) یک منطقهٔ مسکونی در ایالات متحده آمریکا است که در شهرستان یولو، کالیفرنیا واقع شده‌است. آرکید ۸ متر بالاتر از سطح دریا قرار دارد.